# Vilhelm Lange
Kristian Vilhelm Lange (20 dicembre 1893 – 17 novembre 1950) è stato un ginnasta danese.

## Palmarès

### Olimpiadi
- 1 medaglia:
  - 1 oro (Anversa 1920 nel concorso libero a squadre)